# كيفن باتلر
كيفن باتلر (بالإنجليزية: Kevin Butler)‏ هو لاعب كرة قدم أمريكية أمريكي، ولد في 24 يوليو 1962 في سافانا في الولايات المتحدة.

## وصلات خارجية
- كيفن باتلر على موقع مرجع كرة القدم المحترفة.كوم (الإنجليزية)
- كيفن باتلر على موقع قاعة جورجيا للمشاهير الرياضية (مؤرشف) (الإنجليزية)